# Jan Kaczkowski
Jan Adam Kaczkowski (Gdynia, 19 luglio 1977 – Sopot, 28 marzo 2016) è stato un presbitero e teologo polacco noto per il suo impegno nel sociale.

## Biografia
Jan Kaczkowski nacque il 19 luglio 1977 a Gdynia, in Polonia. Dopo il diploma di scuola superiore, Kaczkowski fu ammesso al Seminario teologico di Danzica, dove nel 2002 ha discusso la sua tesi di laurea in teologia. Lo stesso anno fu ordinato sacerdote. Kaczkowski proseguì gli studi, e nel 2007 conseguì il dottorato in teologia presso l'Università Cardinale Stefan Wyszyński di Varsavia, e un anno dopo completò gli studi post-laurea in bioetica presso la Pontificia università Giovanni Paolo II di Cracovia.
Dal 2004 si è impegnato nella creazione di un hospice, una struttura specializzata nelle cure palliative anche a malati terminali a Puck. Coordinò la costruzione dell'hospice dal 2007 al 2009 e ne fu direttore fino alla morte. Oltre a lavorare presso l'hospice, dal 2004 al 2011 ha lavorato come insegnante di religione in una scuola superiore, oltre a prestare servizio come vicario.
Kaczkowski soffriva di problemi di salute dalla nascita, avendo un grave deficit della vista e una paresi del lato sinistro del corpo. Nel 2012 gli è stato ulteriormente diagnosticato il glioblastoma ed è morto a causa di questi problemi di salute il 28 marzo 2016.
Viene tumulato il 1º aprile 2016 nel cimitero di Sopot.

## Riconoscimenti e onorificenze

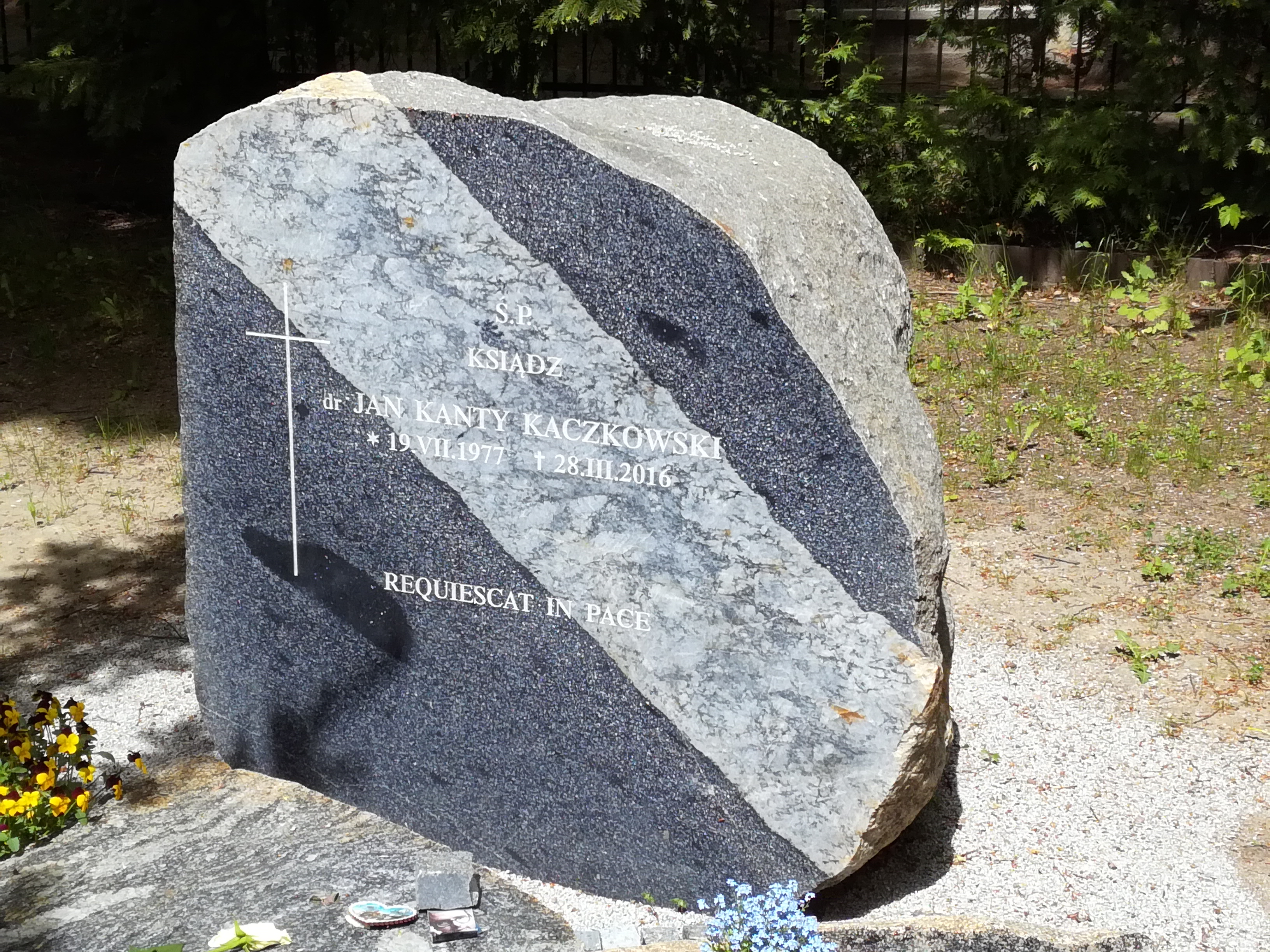
Lapide di Jan Kaczkowski

L'11 aprile 2012 fu insignito dell'Ordine della Polonia Restituta dal presidente polacco Bronisław Komorowski.
È stato insignito del titolo di cittadino onorario di Puck. Nel 2019 gli è stata intitolata una piazza di Sopot.

## Nella cultura di massa
Nel 2022 è uscito il film biografico Johnny - Una nuova vita sulla sua vita diretto da Daniel Jaroszek ed interpretato da Dawid Ogrodnik.
Il film ha ottenuto il secondo miglior risultato cinematografico polacco al botteghino nazionale nel 2022.